# Grupy polityczne w Parlamencie Europejskim
Frakcje w Parlamencie Europejskim – grupy w Parlamencie Europejskim zrzeszające eurodeputowanych z różnych państw według przynależności politycznej.

## Regulacje prawne
Frakcje zostały uznane w 1953 przez Zgromadzenie Parlamentarne EWWiS. Minimalną liczbę członków tworzących nową grupę określono na dziewięciu. Obecnie wszelkie kwestie dotyczące tworzenia i funkcjonowania grup politycznych Parlamentu Europejskiego zawiera jego regulamin. W czasie IV i V kadencji PE (1994–2004) do utworzenia nowej frakcji limity wynosiły odpowiednio:
- brak możliwości powołania frakcji przez przedstawicieli jednego państwa,
- 23 deputowanych z dwóch państw,
- 18 deputowanych z trzech państw,
- 14 deputowanych z czterech lub więcej państw.

W VI kadencji (2004–2009) do utworzenia nowej frakcji trzeba było posłów z co najmniej jednej piątej państw członkowskich:
- 19 deputowanych z pięciu państw (2004–2006),
- 20 deputowanych z sześciu państw (2007–2009).

Do zmiany w trakcie kadencji doszło w związku z rozszerzeniem UE z dniem 1 stycznia 2007 o dwa nowe państwa członkowskie (Rumunia i Bułgaria).
W 2008 Parlament przyjął nową zasadę, na mocy której w nowej kadencji (2009–2014) limit podniesiony został do 25 deputowanych reprezentujących minimum 7 państw (jedna czwarta państw członkowskich).

## Istniejące
| Skrót   | Nazwa                                                                        | Europartie | Orientacja polityczna                                      | Lider                                 | Liczba posłów |
| ------- | ---------------------------------------------------------------------------- | --- | ---------------------------------------------------------- | ------------------------------------- | ------------- |
| EPP     | Grupa Europejskiej Partii Ludowej (Chrześcijańscy Demokraci)                 | Europejska Partia Ludowa (EPP) | chrześcijańska demokracja, liberalny konserwatyzm          | Manfred Weber                         | 188           |
| S&D     | Grupa Postępowego Sojuszu Socjalistów i Demokratów w Parlamencie Europejskim | Partia Europejskich Socjalistów (PES) | socjaldemokracja, progresywizm                             | Iratxe García Pérez                   | 136           |
| PfE     | Patrioci za Europą                                                           | Patriots.eu | eurosceptyzm, nacjonalizm, prawicowy populizm              | Jordan Bardella                       | 83            |
| ECR     | Europejscy Konserwatyści i Reformatorzy                                      | Partia Europejskich Konserwatystów i Reformatorów (ECR) Europejski Chrześcijański Ruch Polityczny (ECPM)                                    | konserwatyzm, liberalizm gospodarczy, lekki eurosceptycyzm | Nicola Procaccini, Joachim Brudziński | 78            |
| RE      | Grupa Renew Europe                                                           | Partia Porozumienia Liberałów i Demokratów na rzecz Europy (ALDE) Europejska Partia Demokratyczna (EDP)                                     | liberalizm, centryzm, konserwatywny liberalizm             | Valerie Hayer                         | 77            |
| G/EFA   | Grupa Zielonych / Wolne Przymierze Europejskie                               | Europejska Partia Zielonych (EGP) Wolny Sojusz Europejski (EFA) Europejska Partia Piratów (PPUE) Volt Europa (Volt)                         | zielona polityka, regionalizm, progresywizm, separatyzm    | Bas Eickhout, Terry Reintke           | 53            |
| GUE/NGL | Grupa Lewicy w Parlamencie Europejskim – GUE/NGL                             | Partia Europejskiej Lewicy (PEL) Europejska Lewica Antykapitalistyczna (EACL) Sojusz Nordyckiej Zielonej Lewicy (NGLA) Teraz Ludzie! (NTP!) | socjalizm demokratyczny, eurosceptycyzm, zielony socjalizm | Martin Schirdewan, Manon Aubry        | 46            |
| ESN     | Europa Suwerennych Narodów                                                   | – | skrajna prawica, suwerenizm, eurosceptycyzm                | René Aust, Stanisław Tyszka           | 25            |
| NI      | Niezrzeszeni                                                                 | – | –                                                          | –                                     | 32            |
| –       | Razem                                                                        | – | –                                                          | –                                     | 718           |

stan na 16 lipca 2024 roku.

## Niektóre frakcje historyczne
- Europejska Partia Ludowa – Europejscy Demokraci (EPP-ED), federacyjna grupa, funkcjonowała w latach 1999–2009, była najliczniejsza w PE. Po odejściu m.in. brytyjskiej Partii Konserwatywnej EPP reaktywowała własną grupę, istniejącą w czterech pierwszych kadencjach Europarlamentu.
- Unia na rzecz Europy Narodów (UEN) – funkcjonowała w latach 1999–2009, grupowała deputowanych konserwatywnych i umiarkowanie eurosceptycznych.
- Niepodległość i Demokracja (IND/DEM) – funkcjonowała w latach 2004–2009, eurosceptyczna, grupująca zarówno liberałów jak i konserwatystów.
- Tożsamość, Tradycja i Suwerenność (ITS) – powołana przez polityków całkowicie przeciwnych idei integracji europejskiej w obecnym kształcie i uchodzących za prawicowych ekstremistów. Istniała w okresie między 15 stycznia a 14 listopada 2007[9].
- Grupa na rzecz Europy Demokracji i Różnorodności – funkcjonowała w latach 1999–2004, zrzeszając deputowanych z partii o nastawieniu eurosceptycznym. Po wyborach w 2004 przekształciła się w grupę Niepodległość i Demokracja.
- Tożsamość i Demokracja – funkcjonowała w latach 2019–2024, zrzeszając deputowanych z partii o nastawieniu prawicowo populistycznym i eurosceptycznym. Po wyborach w 2024 przekształciła się w grupę Patrioci za Europą.